# 椎名隆
椎名 隆（しいな たかし、1900年（明治33年）9月12日 - 1983年（昭和58年）1月17日）は、大正から昭和期の弁護士、政治家。衆議院議員。

## 経歴
千葉県海上郡西銚子町（現銚子市）で、椎名八十二郎の長男として生まれる。千葉県立銚子商業学校（現千葉県立銚子商業高等学校）を経て、1920年（大正9年）早稲田大学専門部法律科を卒業した。
1923年（大正12年）弁護士を開業した。銚子市会議員に選出され4期在任。1940年（昭和15年）1月、千葉県会議員に当選し7年間在任し、参事会員（3期）、同補充員（2期）も務めた。その他、銚子市消防団長、銚子市西漁業協同組合長に在任した。
1947年（昭和22年）4月の第23回衆議院議員総選挙で千葉県第2区から民主党公認で出馬して次点で落選。以後、第26回総選挙まで連続3回立候補していずれも次点で落選。1955年（昭和30年）2月の第27回総選挙に出馬して当選し、衆議院議員に1期在任した。この間、日本民主党幹事、自由民主党政調会法務副部長、同党幹事などを務めた。その後、第28回、第29回総選挙に立候補したがいずれも落選した。

## 著作
- 『陪審法の知識』大日本法令出版、1925年。
- 『第二十二特別国会売春問題』洋々社、1955年。

## 親族
- 孫 椎名一保（参議院議員）[9]